# 麗奈 (タレント)
麗奈（れな、1986年7月16日 - ）は、フリーのニューハーフタレント・パチンコライター。

## 略歴・人物
千葉県出身。全員男の4人兄弟で、双子の弟がいる。
幼稚園の頃には自分が女の子であることに気づき、中学まではそれを隠しながら過ごしていた。高校1年の時に女友達に気づかれるが、一緒に洋服や化粧品を買うなどその友達から女性として必要なことを色々教えてもらい、徐々にそういった部分を表に出すようになった。教師たちからは「変な奴」という扱いをされ、最終的に高校を退学処分となる。
退学後は知人の紹介で地元のスナックに女性（ママは男と知って雇っていた）として1年ほど勤めた後、ショーパブで働き始め、昼はパチンコ、夜はショーパブという生活を送っていた。その時期に『パチンコオリジナル実戦術』（白夜書房）のDVD企画に出てみないかと誘われ、同誌のシンデレラオーディションを受けるも不合格となるが、ルックスやオーディションでのトークを面白いと感じた編集部から仕事をもらうようになり、そこから番組への出演依頼が来るようになった。
面倒見のいい性格で、『海賊王船長タック』Season2から出演し番組の空気に慣れずに戸惑っていたちょびに積極的に接した。番組内で二人で並んで打ったり遊んでる場面も多い。
Twitterでもファンからのリプライに答えるなど積極的に交流している。

## 出演
- オリ術 パチンコパンチ!!（パチ・スロ サイトセブンTV、2011年10月 - 2013年1月）- #94,102,121,127,132,133,138,139,149,151,156に出演
- ヤングのノリ打ちでポン #170（パチンコ★パチスロTV!、2012年3月）
- 木村魚拓の窓際の向こうに #113（パチンコ★パチスロTV!、2012年12月）
- 南まりかの唐突ドロップキック #50（パチンコ★パチスロTV!、2012年12月）
- 海賊王船長タックシリーズ（パチ・スロ サイトセブンTV、2012年12月 - ）
- 青山りょうの優しく拭いて（パチンコ★パチスロTV!、2014年8月 - ）#1,2,7,10,17,32,48に出演、#1ではOPで青山りょうにやられる不良役で出演
- らぶパチらぶスロ #79,#80（パチ・スロ サイトセブンTV、2015年11月）
- スターゲイザー⇒スターゲイザーⅡ(トライブチャンネル、2016年2月 - 2016年10月)
- ガチスポ! 〜ツキスポ出演権争奪ガチバトル〜（パチ・スロ サイトセブンTV、2016年5月28日　- ）#2,4,8,10,13,14,17,18に出演
- 魚拓と成瀬のツキとスッポンぽん #114,#115（パチ・スロ サイトセブンTV、2016年11月6日,13日）
- マネーのメス豚 〜100万円争奪パチバトル〜 #7,#8（パチ・スロ サイトセブンTV、2017年4月）
- 三流×3（パチンコ★パチスロTV!、2017年4月 - 2020年10月）
- ういちとヒカルのおもスロい人々 #310.#311（パチ・スロ サイトセブンTV、2018年9月21日,28日）